# Dipturus wuhanlingi
Dipturus wuhanlingi är en rockeart som beskrevs av Jeong och Tetsuji Nakabo 2008. Dipturus wuhanlingi ingår i släktet Dipturus och familjen egentliga rockor. IUCN kategoriserar arten globalt som otillräckligt studerad. Inga underarter finns listade i Catalogue of Life.